# Negoj-csúcs
A Negoj-csúcs (románul: Negoiu) a Fogarasi-havasokban 2535 méteres magasságával Románia második legmagasabb hegye a Moldoveanu-csúcs (2544 m) után. A 20. század elejéig a Negoj-csúcsot tartották a Kárpátok legmagasabb hegyének a Magas-Tátrán kívül. A Negoj-csúcs érdekessége még, hogy a tetején áll még a régi magyar határkő is. Régi neve a Vágottkő, a Negoj név a XIX század második felétől került használatba.

## Megmászása a Bâlea-tó felől
A Bâlea-tóhoz a Transzfogarasi úton jutunk fel. A közvetlenül az alagút bejárata mellett található parkolóból nyugat irányba a hegyoldalon felkapaszkodunk a  jelzést követve a nyeregig. Felérve a nyeregbe átváltunk a  jelzésre, azt követjük nyugat felé kb. 20 percnyit. Közben megmutatja magát a Lespezi/Lészped (2.517 m) -es  és a Căltun/Kölcun (2.510 m) csúcspáros is. Rövidesen ismét jelzést váltunk. A   gerincjelzésen haladunk tovább. Az útvonalon találkozunk egy kitett résszel, amelyen rögzített acélsodrony segítségével haladunk át. A Kis-Lajta (románul: Lăițel) (2.390 m) csúcsára felérvén szép kilátásban lesz részünk a csúcshármasra : Lespezi + Călțun + Negoj  csúcsokra valamint a Călțun-tóra.
Innen leereszkedünk a Călțun-tó irányába. Helyenként acélsodronyos részekkel is találkozunk. A Călțun-tó mellett két hegyi menedék található.Ebből egy eltűnt ma egy modernebb s nagyobb van a tó keleti partján. Innen tovább haladunk tartva az irányt nyugatra. Megkerüljük jobbról a tavat, követve a jelzést. Lassan ismét egy nyeregbe érkezünk,a Kölcun-nyergébe. Tovább haladva egy figyelmeztető táblával fogunk találkozni, hogy letér az út az eddig szokásos  piros-sáv gerincjelzésről. A piros-sáv jelzés  régebb az Ördögvályúnak vagy  Strunga Dracului-nak nevezett útvonalon haladt, de azt 2012-ben  lezárták a bekövetkezett kőomlások miatt melyek  a haladást segítő acélsodronyokat helyenként szétszaggatta. Ezért innen jelzést váltunk, balra kerülünk s a Fejedelemasszony vályúján, a Strunga Doamnei útvonalon haladunk tovább a 
 jelzést követve.Ez délről a lankásabb részről vezet fel egészen a Negoj csúcsáig. Itt ismét egy rövid láncos szakasszal találkozunk.
A csúcsról pazar kilátásban lesz részünk jó idő esetén. Visszafele mehetünk ugyanezen az útvonalon, de ajánlatos a Călțun-tónál jelzést váltani és az alagút déli bejárata felé menni, szép a körút, pazar kilátásokkal. Ha ezt az útvonalat választjuk, a Călțun-tónál a  jelzésre váltunk és ezt követjük végig. Lesz egy szakasz ahol csak a kék pont jelzést véljük látni de kell folytatni az irányt. Hamarosan ismét látható lesz a követett kék kereszt jelzés. Kimászunk egy meredek oldalon a gerincig majd egyenletesen leereszkedünk az alagút déli bejáratáig és átsétálunk rajta. Még alagút élményben is részünk lesz.